# OXO (videogioco)
OXO, conosciuto anche come Noughts and Crosses ("zeri e croci" in inglese, uno dei nomi del tris), grazie all'utilizzo di uno schermo, è stato il primo videogioco in assoluto di cui si conosca l'esistenza, sviluppato sullo storico computer EDSAC nel 1952.

## Modalità di gioco
OXO permetteva al giocatore (singolo) di ingaggiare una partita di tris contro il computer. La schermata di gioco era visualizzata su uno dei tre oscilloscopi a fosfori verdi sempre collegati all'EDSAC per controllarne lo stato logico, in particolare quello adibito all'ispezione dei banchi di memoria (al tempo chiamati "taniche" e costituiti da grosse valvole termoioniche collegate a un tubo riempito con mercurio che fungeva da linea di ritardo). I dati contenuti nel banco selezionato venivano visualizzati in una matrice di 35×16 punti.

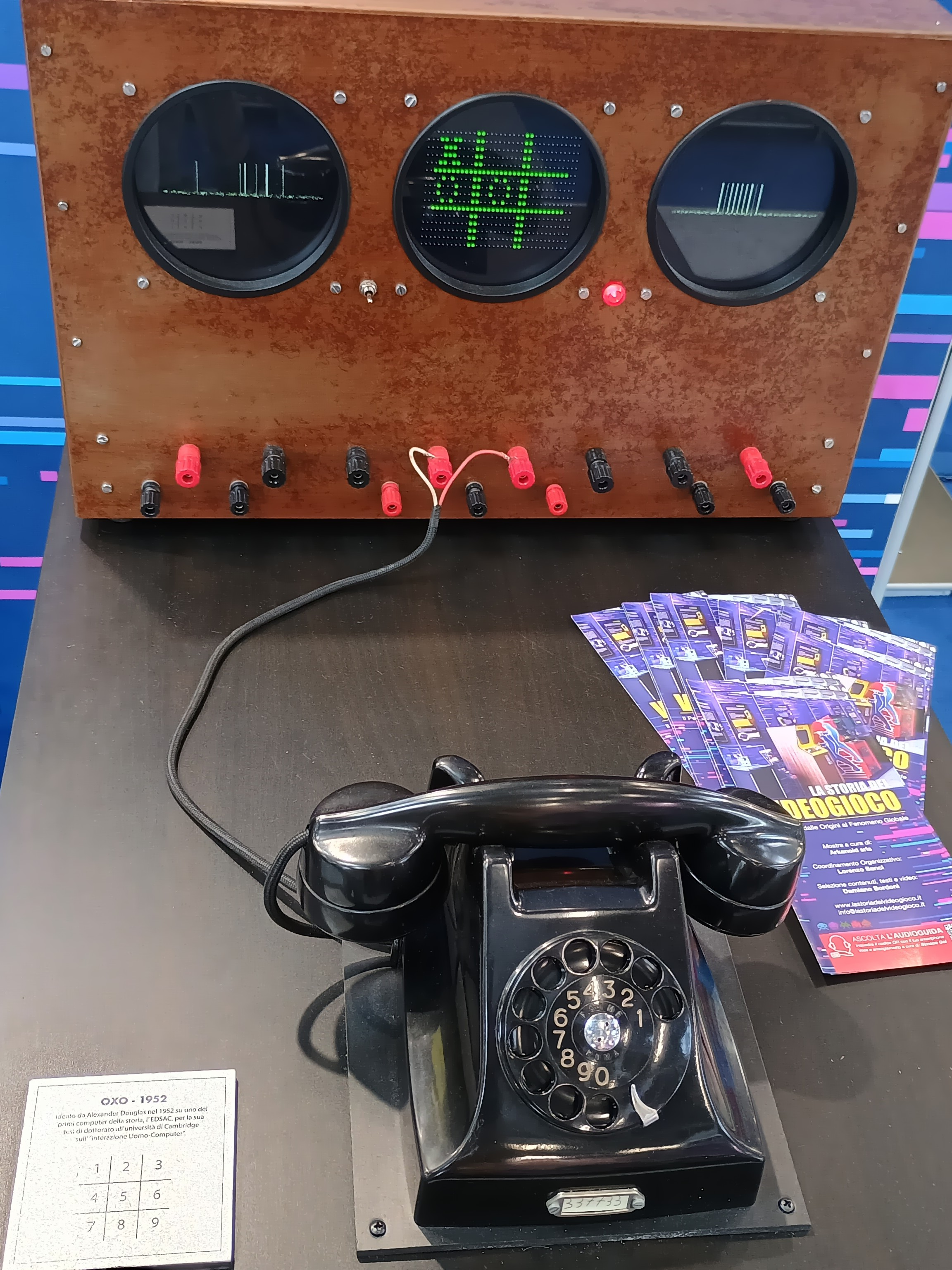
Videogioco OXO raffigurato nella sua interezza nella modalità utente contro CPU

La mossa del giocatore poteva essere inserita con un normale disco telefonico direttamente nel registro accumulatore del computer: selezionando una cifra da 1 a 9 il giocatore sceglieva una delle caselle nella scacchiera di gioco.
I messaggi relativi all'andamento della partita erano stampati su una telescrivente (che costituiva la console, ovvero il principale strumento per il controllo del computer).

## Storia
Il gioco fu ideato e sviluppato da Alexander S. "Sandy" Douglas nel 1952 che lo programmò come prova per la sua tesi di dottorato all'università di Cambridge sulla "interazione Uomo-Computer". 
Il gioco funzionava allora soltanto sul computer EDSAC in dotazione all'università, il che rende OXO il primo videogioco con grafica mai realizzato.

## Schermata di avvio
```
9 8 7       NOUGHTS AND CROSSES
6 5 4               BY
3 2 1       A S DOUGLAS, C.1952

LOADING PLEASE WAIT...

EDSAC/USER FIRST (DIAL 0/1):  

```

## Esempio di output
```
EDSAC/USER FIRST (DIAL 0/1):1
DIAL MOVE:6
DIAL MOVE:1
DIAL MOVE:2
DIAL MOVE:7
DIAL MOVE:9
DRAWN GAME...
EDSAC/USER FIRST (DIAL 0/1):

```